# 만프레디
만프레디 디 시칠리아(시칠리아어: Manfredi di Sicilia, 1232년 ~ 1266년 2월 26일)는 1258년부터 1266년 죽을 때까지 시칠리아 왕이었다.

## 생애

### 권력 장악
프리드리히 2세와 연인 비앙카 란치아 사이에서 태어난 사생아였지만 프리드리히 2세는 만프레디를 적자처럼 대우했고 유언장에서 만프레디를 타란토의 공작으로 봉했다. 만프레디는 파리와 볼로냐에서 공부했고 아버지를 닮아 문학과 과학을 좋아했다.
아버지 프리드리히 2세가 죽었을 때 만프레디는 18살이었는데 교황 인노첸시오 4세가 주도한 권력투쟁으로 혼란스러운 시기였다. 그는 반란군에 맞서 싸웠고 1252년 그의 형 콘라트 4세가 이탈리아로 진군해 이듬해 나폴리를 점령하였을 때 만프레디의 위상은 높아졌는데 형 콘라트는 만프레디를 돕지 않고 오히려 힘을 약화시켰다.
1254년 콘라트는 말라리아로 죽었고 만프레디는 교황 인노첸시오 4세가 시칠리아를 바치라는 요구를 거절하고 어린 조카 콘라딘의 섭정이 되었다. 그러자 교황은 만프레디를 파문시켜 버렸다. 만프레디는 교황측과 협상을 시작해 아풀리아를 교황에게 넘겼으나 결국 협상이 결렬되고 만프레디는 사라센에게로 피신하였다. 사라센 연합군과 함께 교황군을 물리쳐 1254년 12월에는 시칠리아를 수복하고 이탈리아 본토에도 시칠리아의 영향력을 확대했다.
또한 만프레디는 기벨린파 도시와 연합하고 기벨린파의 수장이 되어 교황권에 맞섰다. 같은해 인노첸시오 4세가 죽고 새로 교황에 오른 알렉산데르 4세는 만프레디를 즉각 파문했다. 그럼에도 불구하고 만프레디는 1257년 모든 반란을 진압하고 교황군을 격파하여 남부 이탈리아의 패권을 장악하게 되었다.

### 시칠리아 왕

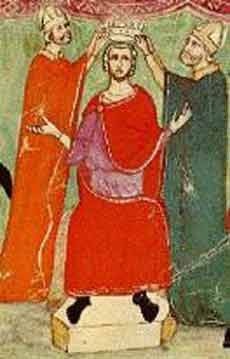
만프레디의 대관식 장면.

1258년 8월 10일 조카 콘라딘이 죽었다는 소문 속에서 만프레디는 시칠리아의 왕으로 대관식을 올렸다. 콘라딘의 죽음 소식은 사실이 아니었지만 만프레디는 왕위를 내놓지 않았고 계속 시칠리아를 다스렸다. 교황은 그의 왕위를 인정하지 않았다. 그는 영향력을 북 이탈리아로 확장하여 토스카나, 스폴레토, 로마냐, 롬바르디아의 맹주가 되었다. 1262년에 만프레디는 딸 콘스탄차를 아라곤 왕국의 아라곤의 페드로 3세와 약혼시켜 지위를 더욱 강화했다.
이 행동에 놀란 새로운 교황 우르바노 4세는 또다시 그를 파문하고 시칠리아 왕국을 콘월의 리차드에게 팔려고 시도했으나 실패했다. 1263년에는 프랑스 왕 루이 9세의 동생, 앙주의 샤를이 시칠리아에 대한 야심을 드러내었다. 이에 만프레디는 자신의 지위를 지키기 위해 노력했다. 1265년 샤를은 약 3만명의 정예 앙주군을 이끌고 이탈리아로 진격하여 북이탈리아의 기벨린파(황제파) 도시들을 격파하고 이듬해 1월 로마에서 왕위를 칭했다.

### 사망
1266년 2월 26일, 만프레디와 샤를의 군대가 베네벤토 전투에서 맞붙었는데 이때 만프레디의 기벨린파가 참패하였다. 만프레디는 도망치는 것을 거부하고 전투의 한가운데로 뛰어들어 죽었다. 그의 시체는 전장에 묻혔는데 나중에 다시 교황령과 시칠리아의 국경인 가릴리아노 강에 다시 뿌려졌다.

## 가족관계
첫 번째 결혼 : 베아트리체 (사보이아 백작 아메데오 4세의 딸)
- 콘스탄차 - 아라곤 왕국의 페로 3세와 결혼, 페로는 1282년 시칠리아 만종 사건 이후 다시 시칠리아의 왕위를 계승함

두 번째 결혼 : 헬레나 안젤리나 두카이나 (미하일 2세 콤니노스 두카스의 딸), 1271년 감옥에서 죽음